# Cantó de Rocheservière
El cantó de Rocheservière és un cantó francès del departament de la Vendée, situat al districte de La Roche-sur-Yon. Té sis municipis i el cap es Rocheservière.

## Municipis
- L'Herbergement
- Mormaison
- Rocheservière
- Saint-André-Treize-Voies
- Saint-Philbert-de-Bouaine
- Saint-Sulpice-le-Verdon

## Història
| Data d'elecció                           | Identitat        | Partit           | Qualitat |
| ---------------------------------------- | ---------------- | ---------------- | -------- |
| 1945-1973                                | M. Lefeuvre      | MRP, després CD  |          |
| 1973-19..                                | Martial Caillaud | CD, després UDF  |          |
| 19..-2004                                | Pierre Geay      | RPR, després UMP |          |
| 2004-                                    | Alain Leboeuf    | Divers droite    |          |
| les dades anteriors no són pas conegudes |                  |                  |          |
|                                          |                  |                  |          |

| A partir de 1990:Població sense dobles comptes |